# Westbrook (Palmerston North)
Westbrook est une banlieue de la cité de Palmerston North, située dans l’Île du Nord de la Nouvelle-Zélande.

## Situation
La banlieue semi-rurale comprend le village des oliviers, le « Manawatu Trotting Club », et plusieurs parc et réserve: « Bill Brown Park », « David Spring Park », « Kimberley Park », « Ashton Reserve », « Amberley Reserve », « Chippendale Reserve », « Chelmarsh Reserve », « Marybank Reserve », « Dalfield Reserve », et une partie de « Kawau Stream Reserve ».

## Démographie
La localité de Westbrook, comprenant la zone statistique de Westbrook et couvre « Pioneer West », avec 3,49 km2.
La banlieue avait une population de 3 261 habitants lors du recensement de 2018 en Nouvelle-Zélande, en augmentation de 258 personnes (8,6 %) par rapport au recensement de 2013 et une augmentation de 222 résidents (7,3 %) depuis le recensement de 2006.
Il y a 1 101 logements.
On compte 1 587 hommes et 1 671 femmes, donnant un sexe-ratio de 0,95 homme par femme, avec 789 personnes (24,2 %) âgées de moins de 15 ans, 792 personnes (24,3 %) âgées de 15 à 29 ans, 1 275 personnes (39,1 %) âgées de 30 à 64 ans et 405 personnes (12,4 %) âgées de 65 ans et plus.
L’ethnicité est pour 69,6 % européens/Pākehā, 31,3 % Māoris, 12,2 % personnes originaires du Pacifique, 6,3 % asiatiques, et 2,1 % d’une autre ethnie (le total peut faire plus de 100 % dans la mesure où les personnes peuvent s’identifier de multiples ethnicités).
La proportion de personnes nées outre-mer est de 12,5 %, comparée avec les 27,1 % au niveau national.
Bien que certaines personnes objectent à donner leur religion, 51,3 % n’ont aucune religion, 33,6 % sont chrétiens, 1,1 % sont hindouistes, 0,9 % sont musulmans, 0,7 % sont bouddhistes et 4,3 % ont une autre religion.
Parmi ceux de moins 15 ans d’âge, 285 personnes (11,5 %) ont un niveau de licence ou d’un degré supérieur, et 606 personnes (24,5  %)  n’ont aucune qualification formelle.
Le statut d’emploi de ceux d’au moins 15 ans d’âge est pour 1 173 personnes (47,5 %) : employées à plein temps, 318 personnes (12,9 %) sont à temps partiel et 162 personnes (6,6 %) sont sans emploi.
| Nom              | Population | logements | âge médian | revenus médians |
| ---------------- | ---------- | --------- | ---------- | --------------- |
| Westbrook        | 2997       | 1014      | 30,5 ans   | 24 800 $.       |
| Pioneer West     | 264        | 87        | 39,3 ans   | 40 100 $        |
| Nouvelle-Zélande |            |           | 37,4 ans   | 31 800 $        |

## Éducation
- L’école de « Somerset Crescent School » est une école primaire, publique, mixte, allant de l’année 1 à 6[4]  avec un effectif de 214 élèves en novembre 2021[5]